# Qudsia

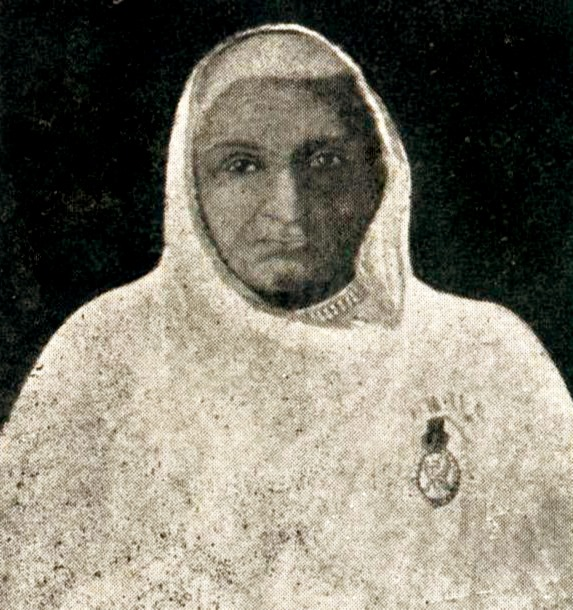
Qudsia Begum nach 1876 mit dem Order of the Crown of India (es ist derzeit kein besseres Bild verfügbar)

Qudsia Begum (auch Kudsiyya oder Gohar Begum; * 1801; † 17. Dezember 1881) war Regentin (Nawab) des Fürstenstaates Bhopal.

## Leben
Qudsia war die Tochter von Nawab Ghous Mohammad Khan. 1817 heiratete sie Nazar Mohammad Khan, der die Nachfolge ihres Vaters als Nawab von Bhopal antrat. Ihr Ehemann wurde 1819 ermordet, und die designierte Nachfolgerin als Nawab wäre ihre gemeinsame Tochter Sikander gewesen, die zu diesem Zeitpunkt jedoch noch nicht mal zwei Jahre alt war. Qudsia überzeugte die Eliten von Bhopal und die britischen Kolonialherren, indem sie ohne Schleier vor die einberufene Versammlung trat und versicherte, für Sikander zu gegebener Zeit einen geeigneten Schwiegersohn zu finden, der dann Nawab von Bhopal werden würde. Bis dahin beanspruchte sie, die Regentschaft zu übernehmen. Unterstützung holte sie sich auch von den religiösen Autoritäten, die öffentlich bestätigten, dass der Islam nichts dagegen habe, dass eine Frau eine politische Führungsrolle übernähme. Als Beispiel wurde die Witwe des Propheten Mohammed Aischa bint Abi Bakr zitiert.
So übernahm die 18-jährige Qudsia Begum die Regentschaft Bhopals. Damit war sie die erste weibliche Regentin von Bhopal. Sie weigerte sich, die Parda-Tradition zu befolgen. Keines der männlichen Familienmitglieder traute sich, ihre Entscheidung infrage zu stellen. Qudsia durchlief eine Militärausbildung, führte die Truppen an und widmete sich der Entwicklung von Bhopal, wobei sie die Bedürfnisse der Stadt persönlich ermittelte.
Neben ihrem Durchsetzungsvermögen wird Qudsia zugeschrieben, sehr religiös, asketisch und mildtätig gewesen zu sein. Ihre Regentschaft wird auch als spartanisch bezeichnet. Wichtige Berater waren Shahzad Masih, ein Nachfahre der französischen Bourbonenfamilie, Bakshi Muhammad Khan, ein Pathan des Mishti Khail, Mian Karam Muhammad Khan, ein Pathan der Herrscherfamilie Mirazi Khail und Raja Khushwaght Rai, ein Hindu.
Als ihre Tochter Sikandar 1827 verheiratet werden sollte, intrigierte Qudsia gegen den vorgeschlagenen Schwiegersohn so heftig, dass die Hochzeit platzte. Als Sikander Begum schließlich 1835 heiratete, dauerte es noch zwei Jahre, bis Qudsia die Regierungsgeschäfte 1837 an den Schwiegersohn Jahangir Muhammad Khan übergab.
Qudsia schuf ein Rollenmodell für ihre Tochter, Enkelin und Urenkelin. Ihre Urenkelin Sultan Jahan Begum schrieb schließlich eine Biografie über sie: Hayat-i-Qudsi.
1876 wurde Queen Victoria zur Kaiserin von Indien gekrönt. Zu diesem Anlass erhielt Qudsia den Order of the Crown of India.

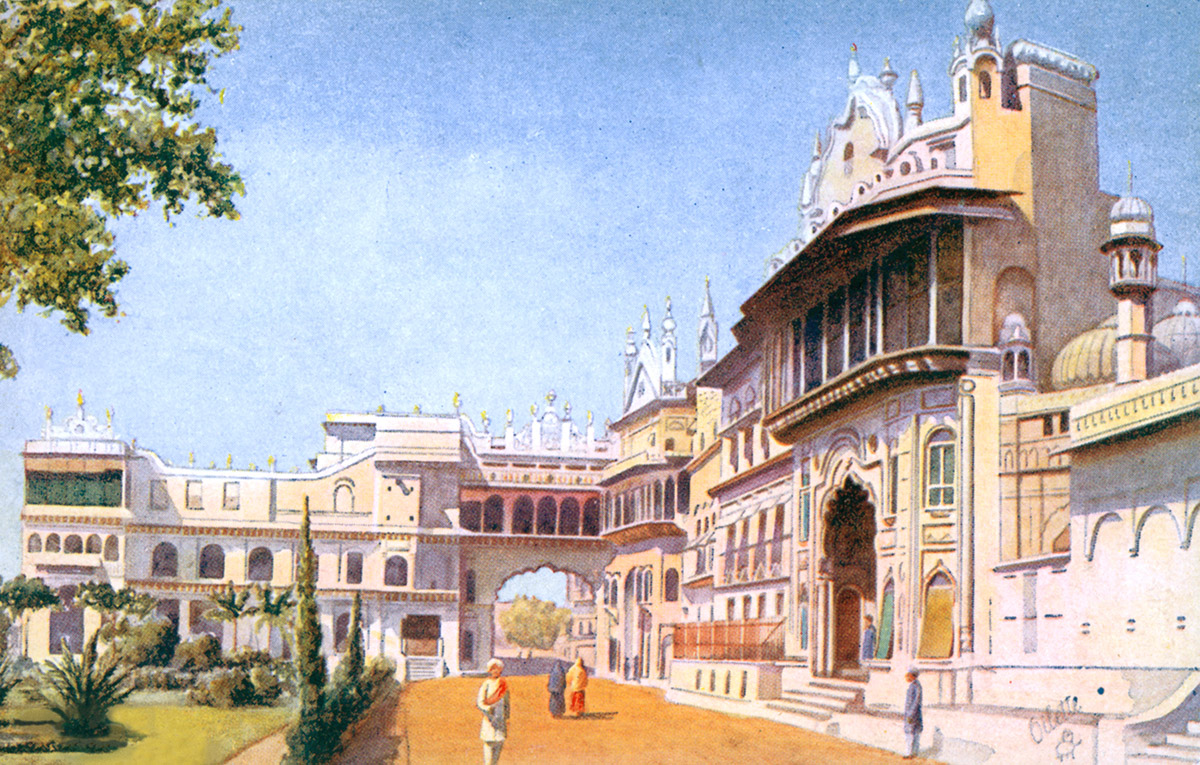
Eingang zum Gohar Mahal (Postkarte 1908)

## Bautätigkeiten
Qudsia gab während ihrer Regentschaft für Bhopal bedeutsame Bauten in Auftrag. Sie unterstützte den Eisenbahnbau in ihrem Staatsgebiet. 1835 begann sie mit dem Bau der Freitagsmoschee (Jama Masjid) in Bhopal, der von prominenten Architekten überwacht wurde. Die beiden Minarette der Jama Masjid wurden mit goldenen Spitzen ausgestattet. Der Bau wurde 1857 abgeschlossen.
Ihr prächtiger Palast, das Gohar Mahal, wurde in einer Mischung aus Hindu- und Mogul-Architektur erbaut.

## Galerie

### Gohar Mahal

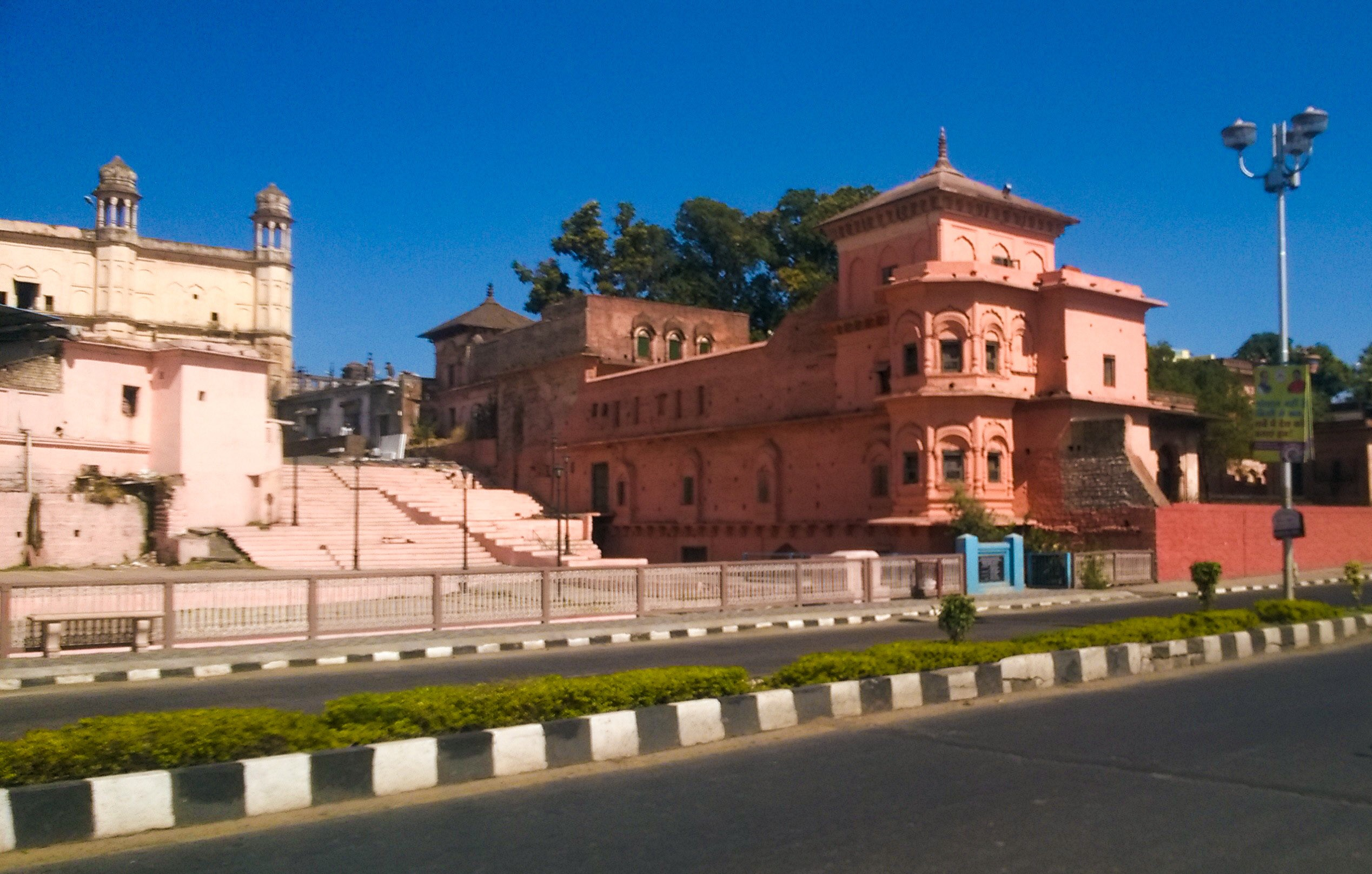
Außenansicht des Gohar Mahal
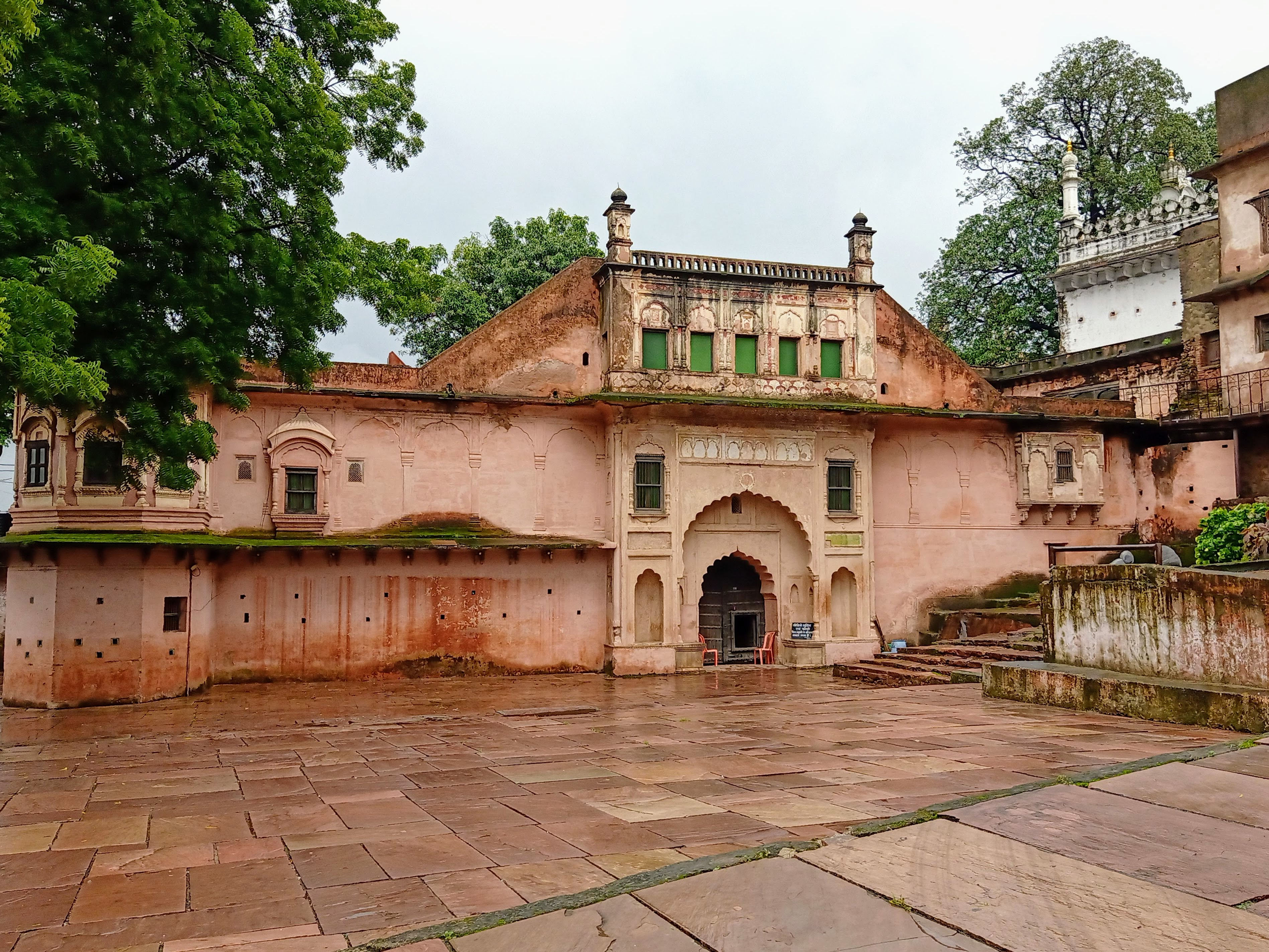
Innenhof des Gohar Mahal
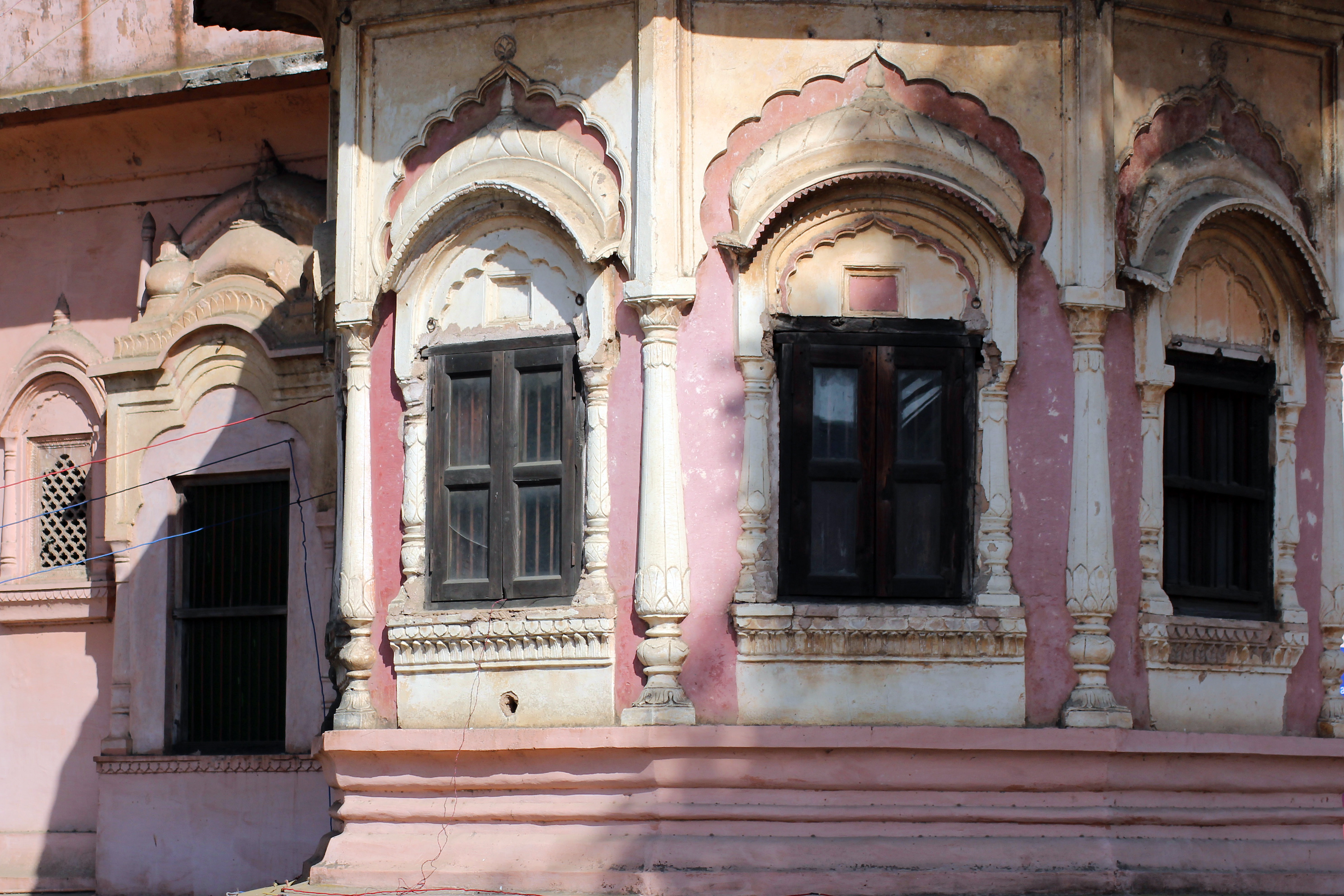
Erker im Gohar Mahal
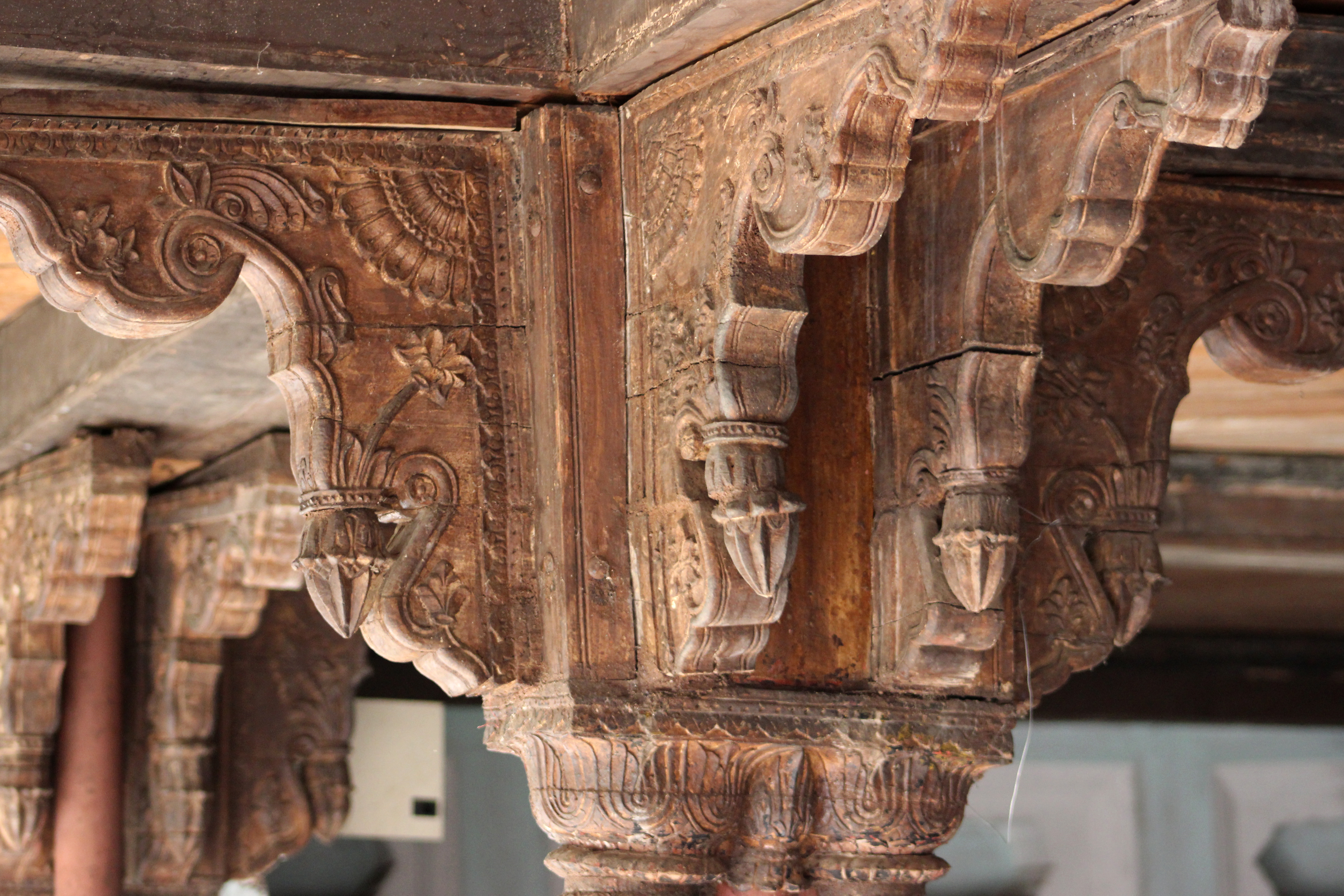
Holzarbeiten im Gohar Mahal
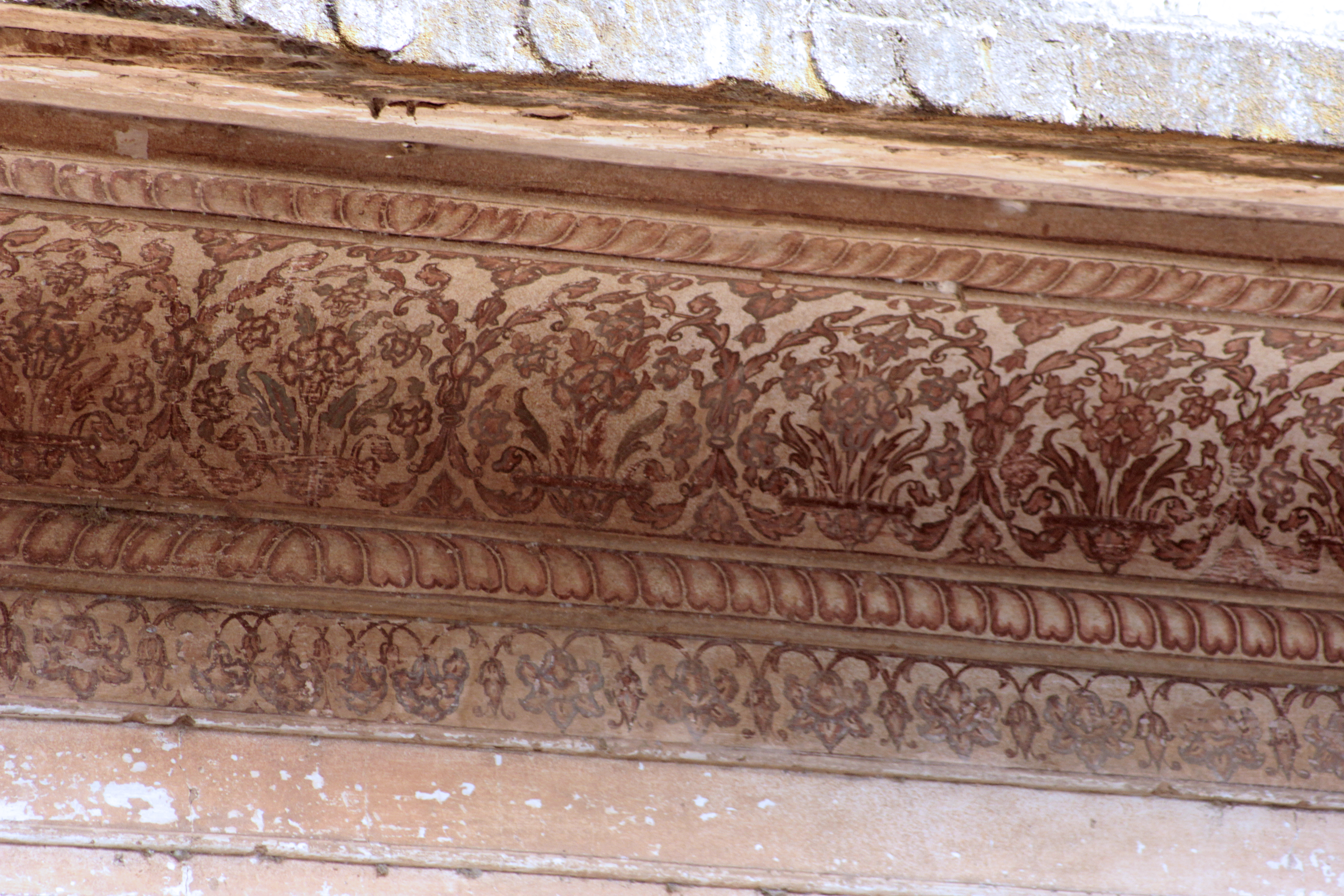
Malereien im Gohar Mahal

### Jama Masjid

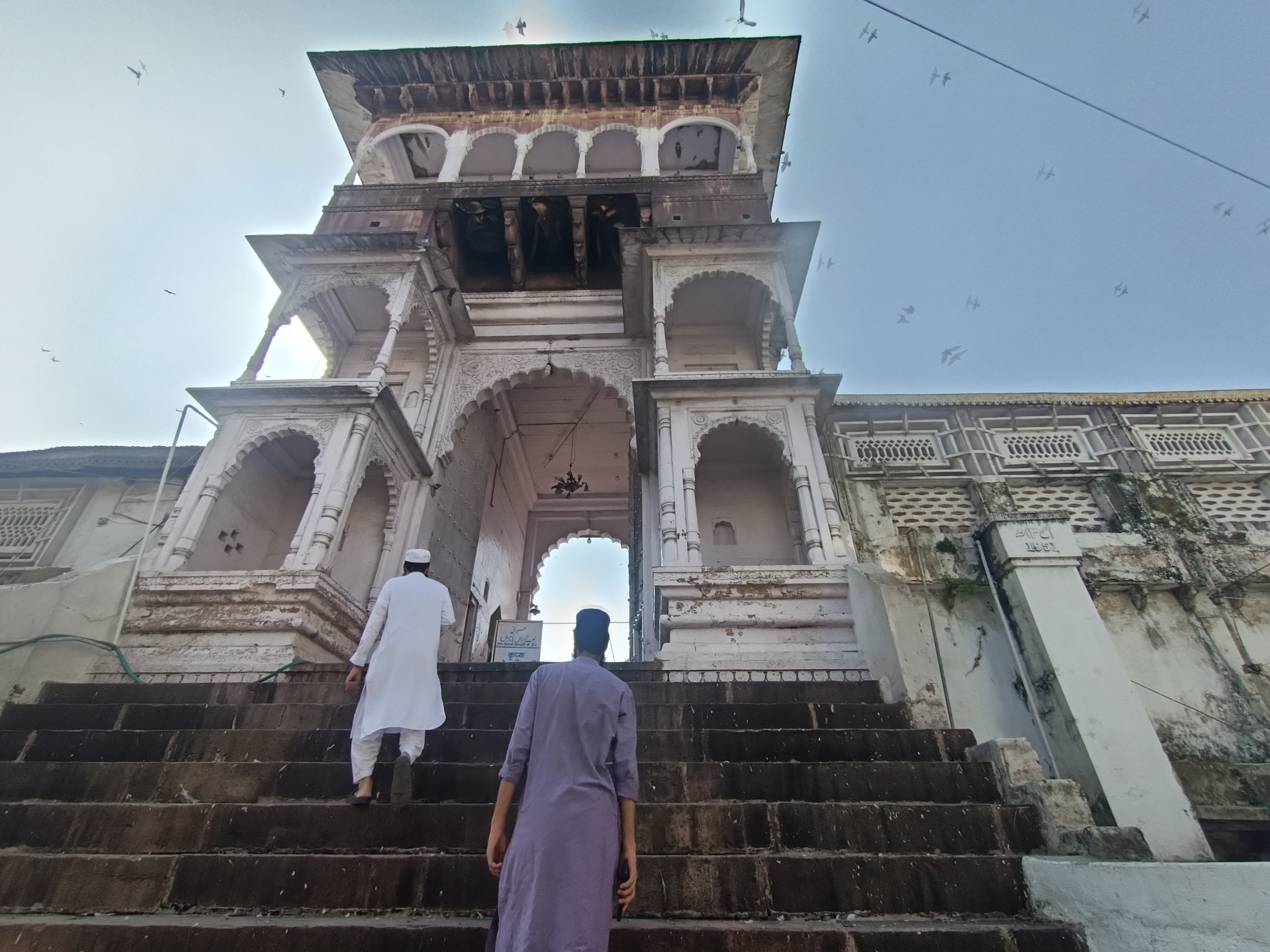
Eingangstor zur Jama Masjid
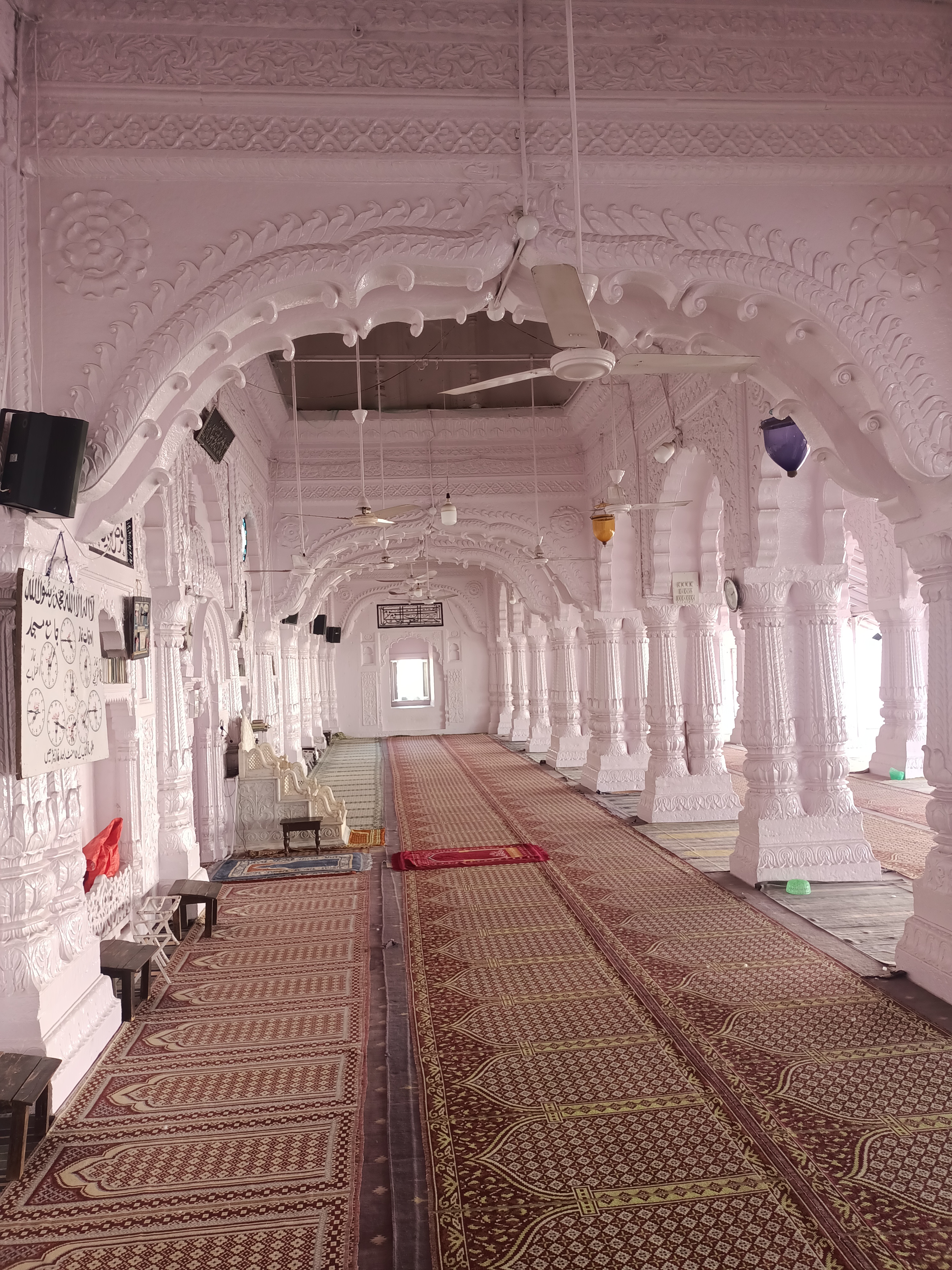
Gebetshalle mit Minbar
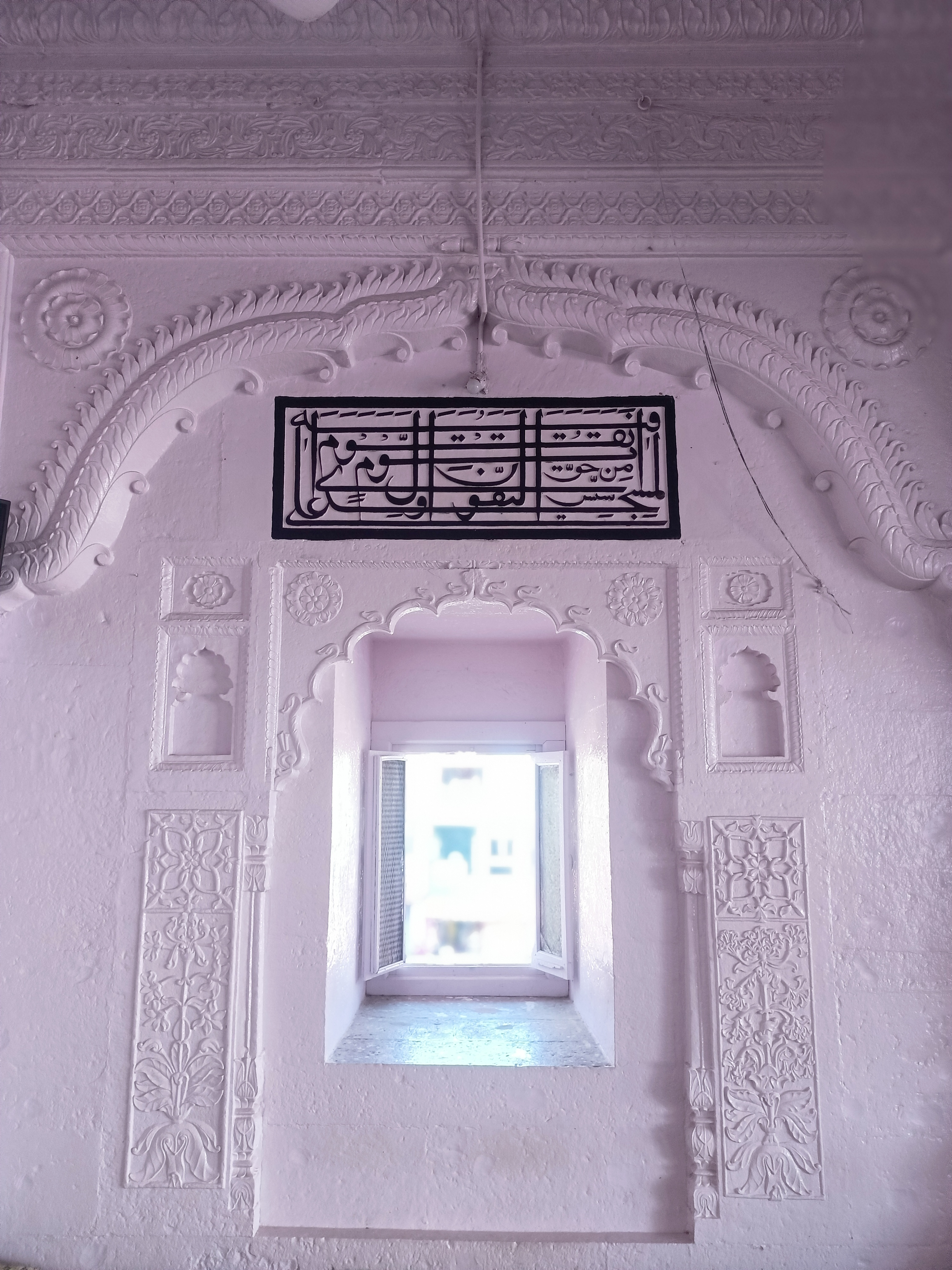
Nordwand mit Kalligraphie
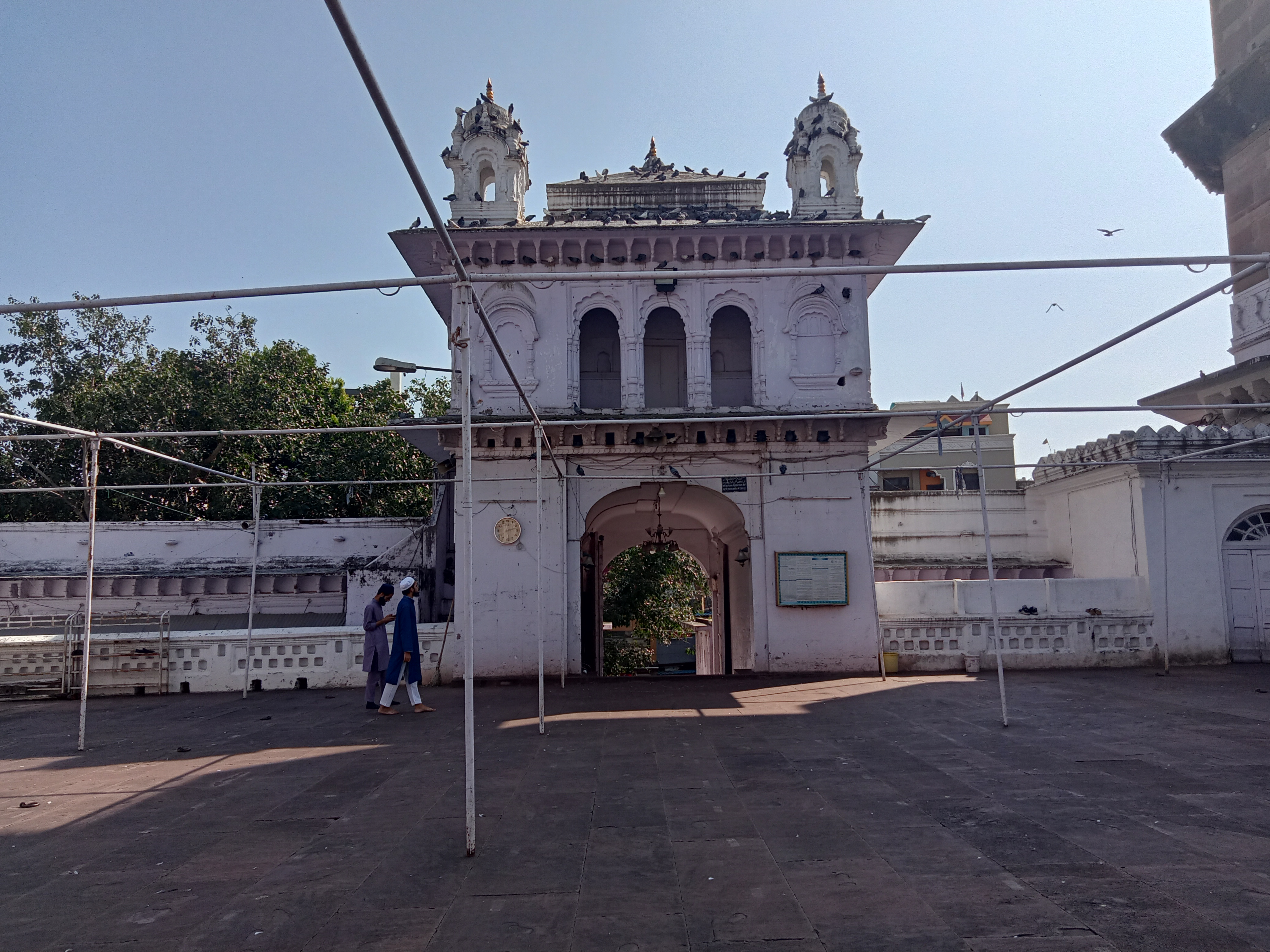
Vom Innenhof zum Nordtor